# 德米尼
德米尼（法語：Demigny，法語發音：[dəmiɲi]）是法国索恩-卢瓦尔省的一个市镇，属于索恩河畔沙隆区。

## 地理
德米尼（46°55'38"N, 4°50'2"E）面积29.63 平方千米，位于法国勃艮第-弗朗什-孔泰大區索恩-卢瓦尔省，该省份为法国中部省份，北起顺时针与科多尔省、汝拉省、安省、罗讷省、卢瓦尔省、阿列省和涅夫勒省接壤。
与德米尼接壤的市镇（或旧市镇、城区）包括：梅尔瑟伊、科尔塞勒莱萨尔、沙尼、绍德奈、热尔日、莱萨尔勒纳雄耐尔、圣卢-热昂日。
德米尼的时区为UTC+01:00、UTC+02:00（夏令时）。

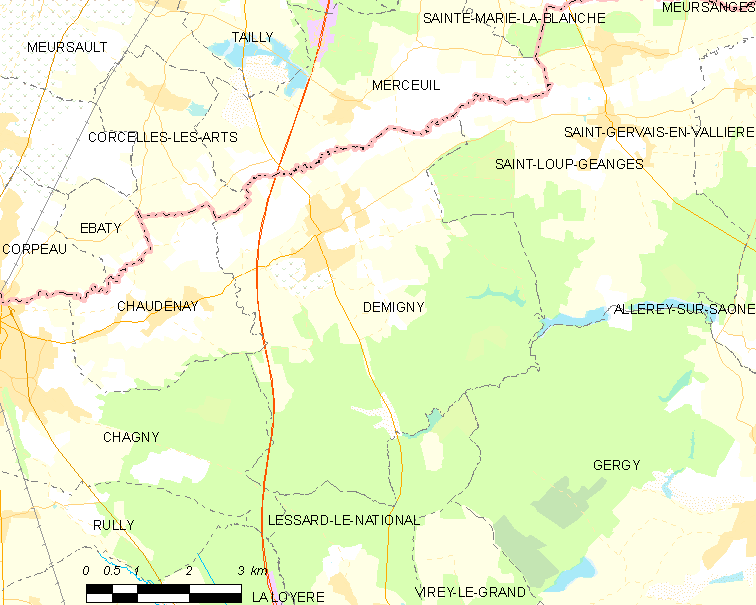
德米尼的OSM定位图

## 行政
德米尼的邮政编码为71150，INSEE市镇编码为71170。

## 政治
德米尼所属的省级选区为热尔日县。

## 人口

1962-2008年间德米尼人口变化图示

德米尼于2022年1月1日时的人口数量为1769人。